# 이란-콘트라 사건
이란–콘트라 사건(ماجرای ایران-کنترا, Caso Irán–Contra), 이란-콘트라 스캔들, 또는 간단히 이란-콘트라는 레이건 행정부의 두번째 임기 때 미국에서 발생한 정치적 스캔들이다. 이란에서는 맥팔레인 사건이라고 불린다. 고위 행정 관료들은 비밀리에 무기 제재의 대상이었던 이란 이슬람 공화국의 호메이니 정부에 비밀리에 무기의 판매를 허용했다. 레이건 행정부는 니카라과의 콘트라에 자금을 지원하기 위해 무기 판매 과정을 이용하기를 바랐다 볼란드 개정을 통해, 미국 정부가 콘트라를 지원하는 것은 미국 의회에서 금지되었다.
무기 선적을 위한 공식적인 정당성은 이슬람 혁명 수비대와 연결된 무장 수비대 헤즈볼라에 의해 레바논에 포로로 갇힌 7명의 미국인 인질을 석방하기 위한 작전의 일부였다는 것이었다. 레이건 행정부 내의 몇몇은 이런 무기 판매가 이란에 영향을 주어 헤즈볼라가 인질을 석방할 것이라고 희망했다. 그러나 이란에 승인된 첫 무기 판매는 1981년으로, 헤즈볼라가 레바논에서 미국인을 인질로 잡기 이전이었다.
1985년 말, 미국 국가안전보장회의의 올리버 노스 중령은 이란에 판매하는 무기의 수익금의 일부를 니카라과의 사회주의 정부에 맞서 싸우는 반산디니스타 반군 연합인 콘트라에 투자하기 위해 전용했다. 미국 대통령 로널드 레이건은 콘트라 반군의 강경한 지지자였지만, 그가 개인적으로 콘트라에 자금을 전용하는 것을 승인했는 지에 대해서는 증거에 논란이 있다. 미국 국방부 장관 캐스퍼 와인버거가 1985년 12월 7일 손으로 적은 기록은, 레이건이 이란과 인질을 교환할 가능성과 이란 내에서 "중요한 요소"를 위해 HAWK와 TOW 미사일을 판매할 수 있음을 인지하고 있었다. 와인버거는 레이건이 "그는 불법 혐의에 대해서는 답변할 수 있지만 '거대 강자인 레이건 대통령이 인질들을 석방할 기회를 놓쳤다'는 혐의에 대해서는 답변할 수 없었다"고 말했다고 적었다. 1986년 11월 무기 판매가 밝혀진 후, 레이건은 국영 TV에 출연하여 무기 이전이 실제로 일어났지만, 미국은 인질들과 무기를 교환하지 않았다고 말했다. 레이건 행정부 관리들이 이 사건과 관련된 많은 양의 문서를 파기하거나 수사관들을 제지하면서 수사가 지연되었다. 1987년 3월 4일, 레이건은 이 사건에 대한 전적인 책임을 지고 전국적으로 방송된 연설에서 "이란에 대한 전략적 개방으로 시작된 것이 인질과 무기를 교환하는 것으로 악화되었다"고 말했다.
미국 의회와 레이건이 임명한 타워 위원회의 3명이 이란-콘트라 사건을 조사했다. 두 조사 모두 레이건 대통령 자신이 여러 계획의 정도를 알고 있다는 증거를 찾지 못했다. 또한 로런스 월시 미 법무차관이 미국 특검청에 임명되었다.1986년 12월 특검은 그 계획에 연루된 관리들에 의한 가능한 범죄 행위들을 조사하기 위해 특별 검사를 실시했다. 결국 당시 국방부 장관 캐스퍼 와인버거를 포함한 수십 명의 행정부 관리들이 기소되었다. 11개의 유죄 판결이 나왔고, 그 중 일부는 항소심에서 기각되었다.
기소되거나 유죄 판결을 받은 나머지 사람들은 사건 당시 부통령이었던 조지 H. W. 부시 대통령 임기 마지막 날에 사면되었다. 전 독립 위원회 소속 웰시는 사면을 발표하면서 부시가 와인버거 재판 과정에서 드러난 증거에 의해 연루되는 것을 미리 차단한 것 같다면서 부시, 와인버거, 그리고 다른 레이건 행정부 고위 관리들에 의한 "기만과 방해" 패턴이 있다고 지적했다. 월시는 1993년 8월 4일에 최종 보고서를 제출했으며, 나중에 자문위원으로써 그의 경험을 '방화벽: 이란-콘트라 음모와 은폐'라는 책으로 저술했다.

## 경과

### 인질 사건
1970년대부터 1980년대 초기까지 중동에서는 1979년 이란의 수도 테헤란에서 미국 대사관 직원 52명이 납치되는 사건이 발생하는 등 인질 사건이 끊이지 않았다. 1983년 이라크의 무장 정치 조직인 알다와는 헤즈볼라와 연계하여 쿠웨이트에서 미국인 6명을 포함한 외국인 30명을 인질로 납치한다. 미국은 이란이 헤즈볼라에 영향력을 발휘하여 인질이 석방되게 하는 조건으로 무기 판매를 제안한다.
당시 이란은 이라크와 전쟁 중이었기 때문에 무기가 필요했다. 한편에서는 미국이 이란-이라크 전쟁이 어느 일방의 승리로 끝나는 것을 원치 않았기 때문에 이란에 무기를 제공하였다는 주장이 있다.

### 콘트라 반군
당시 니카라과의 우파 무장 게릴라인 콘트라 반군은 좌파인 산디니스타 정권에 대항에 내전을 벌이고 있었고,미국 국가안전보장회의의 올리버 노스는 콘트라 반군에 대한 재정적인 지원을 하고 있었다.
콘트라 반군은 마약 밀매에 관여하고 있었는데, 워싱턴 포스트에 따르면 당시 중앙 아메리카에서는 레이건이 "중앙 아메리카의 구원"이나 "이 지역에 대한 민주 정부의 육성과 자유 시장 체제의 구축"을 말하면서도 실제로는 과격 "반공주의자"로서 인권에 대해서는 눈감고 있다고 비난하였다.
니카라과의 산디니스타 지도자 다니엘 오르테가는 "레이건이 벌이는 니카라과에 대한 더러운 전쟁에 대해 신께서 용서하시기를 희망한다"는 말로 레이건 정부를 비난하였다.

### 폭로
레바논의 신문사인 아쉬시라(Ash-Shiraa)는 1986년 11월 3일 인질교환을 조건으로한 무기 판매를 최초로 보도한다. 그 후 미국의 CIA 공작원이었던 유진 하센퍼스가 니카라과 상공에서 총기를 투하하는 작전 중에 니카라과 정부에 의해 체포되었다. 이란 정부는 아쉬시라의 보도를 인정하였고 결국 로널드 레이건 미국 대통령은 11월 13일 텔레비전과의 인터뷰에서 "전략의 일환일 뿐"이라면서도 이란에 대한 무기판매를 인정하였다.
이후 11월 21일 이란-콘트라 스캔들의 핵심에 있었던 올리버 노스가 사건의 전모를 인정하면서 레이건이 탄핵의 위기까지 몰리는 정치 스캔들로 확대되었다.

### 재판과 사면
미 의회는 특별검사로 로런스 월시를 임명하여 사건을 수사하였으며, 1988년 존 포인덱스터, 올리버 노스 등 핵심 인물을 기소했다. 그러나 포인덱스터와 노스의 묵비권 행사와 미 행정부의 정보 공개 거부 및 문서 파기 등 조직적인 은폐에 의해 사건의 본질을 파헤치는데 실패했다.
1992년 미국 대통령 조지 H. W. 부시는 관련자 모두를 사면하였으며 이에 대해 "부시 자신이 이란-콘트라 스캔들에 깊숙이 관여했음을 자인한 꼴"이라는 비난을 받기도 하였다. 조지 H. W. 부시는 레이건 정부의 부통령이었다.

## 같이 보기
- 이란
- 산디니스타
- 로널드 레이건
- 콘트라 반군
- 이념
- 니카라과